# Das Johannes-Evangelium
Der zweiteilige Film Das Johannes-Evangelium (Verweistitel Das Johannes Evangelium – Der Film; Originaltitel The Gospel of John, alternativ The Visual Bible: The Gospel of John) erzählt das Leben Jesu von Nazaret, dargestellt von Henry Ian Cusick, aus der Sicht seines Apostels Johannes und setzt seinen Schwerpunkt auf das von ihm verfasste Johannesevangelium. Daniel Kash ist als Simon Petrus besetzt, Richard Lintern als Ältester. Scott Handy spielt Johannes den Täufer (nicht zu verwechseln mit dem Apostel Johannes). Die Regie bei dem 2003 erschienenen kanadisch-britischen Film lag bei Philip Saville.

## Vorwort
Dem Film vorangestellt sind folgende Zeilen: 

„Das Evangelium des Johannes wurde zwei Generationen nach der Kreuzigung Jesu Christi niedergeschrieben. Zu jener Zeit stand Jerusalem unter römischer Herrschaft. Wenngleich die Kreuzigung eine bei den Römern übliche Form der Strafe war, wurde sie vom jüdischen Gesetz nicht sanktioniert. Jesus und seine Jünger waren Juden. Das Evangelium spiegelt eine bis dahin nie dagewesene Periode des Streites und der Feindschaft zwischen der sich bildenden Kirche und der herrschenden Priesterschaft des jüdischen Volkes wider. Dieser Film ist eine wahrheitsgetreue Darstellung dieses Evangeliums.“

Anschließend folgen die Worte aus Joh 1,1-15 .

## Handlung

### Teil 1: Johannes, Auftreten von Jesus, Reden und erste Wunder
Johannes versucht seine Mitmenschen darauf einzuschwören, dass jemand in die Welt gekommen sei, der über ihnen allen stehe, denn er sei schon dagewesen, bevor er geboren worden sei. Die führenden Männer aus Jerusalem schicken daraufhin Priester und Leviten zu Johannes, die ihn befragen sollen. Johannes antwortet ihnen, er sei die Stimme eines Rufers in der Wüste und man solle den Weg, auf dem der Herr, der Messias, komme, bereit machen. Das alles ereignet sich in Bethanien auf der anderen Seite des Flusses Jordan. Als Johannes am nächsten Tag Jesus auf sich zukommen sieht, meint er zu seinen Gefährten: „Seht da, das Opferlamm Gottes, das die Schuld der ganzen Welt auf seinen Schultern trägt. Von ihm habe ich gesprochen, als ich sagte, nach mir kommt einer, der über mir steht, denn bevor ich geboren wurde, war er schon da. Auch ich kannte ihn vorher nicht. Und ich sage Euch, das ist Gottes Sohn.“
Andreas, der Bruder von Simon Petrus, ist der erste, der Jesus folgt, Simon Petrus der zweite. Als Jesus nach Galiläa aufbrechen will, trifft er Philippus, der ihm ebenfalls folgt, und sodann Nathanael sowie weitere Männer, die sich ihm anschließen. Am dritten Tag nach ihrem Aufbruch wird in Kana in Galiläa eine Hochzeit gefeiert. Neben Jesus und seinen Jüngern ist auch Maria, Jesus’ Mutter, zu der Feier eingeladen. Als der Weinvorrat ausgeht, begibt Jesus sich zu den im Haus stehenden Steinkrügen, von denen jeder etwa 100 Liter fasst und weist die Diener an, diese Krüge bis an den Rand mit Wasser zu füllen. Als man die Handkrüge damit füllt, ist aus dem Wasser bester Wein geworden. So vollbringt Jesu in Kana sein erstes Wunder und offenbart seine Herrlichkeit.
Danach begeben sich Jesus und seine Jünger sowie seine Mutter und Brüder nach Kapernaum. Als das Passahfest näherkommt, gehen Jesus und seine Gefolgschaft nach Jerusalem. Als Jesus gewahr wird, dass Händler und Geldwechsler sich im Tempelbereich niedergelassen haben, vertreibt er sie alle mit den Worten, sie würden das Haus seines Vaters nicht achten. Jesus gewinnt immer mehr Anhänger und seine Jünger haben inzwischen mehr Menschen getauft als Johannes, sodass die Pharisäer auf Gottes Sohn aufmerksam werden. Als Jesus, der sich längere Zeit in Judäa aufgehalten hat, zurück nach Galiläa geht, muss er durch Samarien ziehen. Er durchquert dabei auch das Dorf Sichem, wo sich der Jakobsbrunnen befindet. Von dem langen Weg müde geworden, setzt Jesus sich auf den Brunnenrand. Als sich eine junge Frau Wasser am Brunnen zapfen will, bittet Jesus sie, ihm einen Schluck Wasser zu geben. Sie sei eine Samaritanerin und er ein Jude, wie könne er sie da um etwas bitten, entgegnet die Frau. Jesus erklärt der staunend an seinen Lippen hängenden Samaritanerin seine Haltung. Die junge Frau verbreitet das Gespräch unter ihren Nachbarn, was dazu führt, dass die Samaritaner Jesus in ihre Mitte bitten. Zwei Tage bleibt er und erfüllt die Menschen mit seinem Geist.
Das zweite große Wunder vollbringt Jesus an einem todkranken Jungen aus Kana, dessen Vater ihn um Hilfe anfleht. Er schickt ihn weg mit den Worten: „Geh, Dein Sohn wird leben!“ Und so geschieht es. Bald darauf ist ein jüdisches Fest in Jerusalem. Dort am Schaftor befinden sich ständig Menschen mit Krankheiten, die wenig Hoffnung auf Besserung geben: Blinde, Gelähmte und Menschen mit erstorbenen Gliedmaßen. Unter ihnen ist auch ein Mann, der seit 38 Jahren krank ist. Jesus sieht ihn dort liegen und erkennt, dass der Mann schon lange unter seiner Krankheit leidet. Er sagt zu ihm, er solle aufstehen und seine Matte nehmen. Im selben Moment ist der Mann gesund. Da Jesus an einem Sabbat geheilt hat, fängt man an, ihn zu verfolgen. Jesus aber sagt zu seinen Verfolgern: „Mein Vater ist ständig am Werk und darum bin ich es auch.“
Immer mehr Menschen folgen Jesus, da sie seine Wunder an den Kranken gesehen haben. Auf einem Berg über dem See machen Jesus und seine Jünger Halt. Eine riesige Menschenmenge kommt auf sie zu. Simon Petrus ruft Jesus zu sich und stellt ihm einen Jungen vor, der fünf Laib Brot und zwei Fische bei sich hat. Ungefähr 5000 hungrige Menschen hoffen auf Nahrung. Zwei von Jesus’ Jüngern verteilen Brot und Fisch, die sich um ein Vielfaches vermehrt haben an die Menschen, die nun reichlich zu essen haben. Von den anfangs fünf Broten und zwei Fischen bleiben am Ende noch zwölf Körbe mit Resten übrig.
Am Abend steigen Jesus’ Jünger in ein Boot um über den See zu fahren. Nachdem sie eine Strecke von etwa fünf Kilometern zurückgelegt haben, sehen sie, wie Jesus über das Wasser auf ihr Boot zukommt. Da viele nicht vermögen, die von Jesus an sie gerichteten Worte zu verstehen, wenden sie sich wieder von ihm ab. Jesus meint zu seinen zwölf  Jüngern, er habe sie ja selbst ausgewählt, dennoch wisse er, dass unter ihnen ein Verräter sei – er meint Judas, den Sohn von Simon Iskariot.

### Teil 2: Verfolgung, Kreuzigung, Auferstehung
Jesus hält sich von Judäa fern, weil die führenden Männer dort seinen Tod wollen. Als das jüdische Laubhüttenfest vor der Tür steht, bedeutet Jesus seinen Anhängern, dass er dort nicht hingehe, da seine Zeit noch nicht gekommen sei. Als er dann doch in verschiedenen Tempeln predigt, macht er sich nicht nur unter den führenden Priestern Feinde. Eine durch die Pharisäer angezettelte Verhaftung von Jesus schlägt jedoch fehl. Als Jesus einige Zeit später am Ölberg mit den Menschen spricht, führt man ihm eine Frau zu, die des Ehebruchs bezichtigt wird, worauf Tod durch Steinigung stehe. Jesus erwidert: „Wer von Euch noch nie gesündigt hat, soll den ersten Stein auf sie werfen.“ Einer nach dem anderen der Menschen zieht sich daraufhin zurück bis Jesus mit der Frau allein ist. Als der Messias  wenig später einen Blinden sieht, sagt er zu seinen Jüngern, dieser Mann sei blind, damit Gottes Macht an ihm sichtbar werde. Und solange er in der Welt sei, sei er das Licht der Welt. Sodann streicht Jesus einen mit seiner Spucke vermischten Brei auf die Augen des Blinden und sagt ihm, er solle sich nun am Teich die Augen sauberwischen. Als der Mann von dort zurückkommt, kann er sehen.
Immer wieder spaltet Jesus die Massen, weil sie nicht fähig sind, das zu verstehen, was er ihnen sagen will. Ein weiteres Wunder vollbringt Jesus an Lazarus, dem Bruder von Maria und Martha von Bethanien, den er von den Toten auferstehen lässt. Die Priester und Pharisäer fürchten ob der Wunder, die Jesus immer wieder vollbringt, um ihre Macht und wollen sich damit nicht abfinden. Kajaphas, einer von ihnen, der in diesem Jahr der oberste Priester ist, ergreift das Wort und beschwört die anderen, dass es besser sei einen Menschen sterben zu lassen, als dass das ganze Volk vernichtet werde. Von diesem Tag an sind die führenden Männer fest entschlossen, Jesus zu töten. Sechs Tage vor dem Passahfest kommt Jesus wieder nach Bethanien zurück ins Haus von Lazarus, wo die Geschwister ein Festessen für ihn geben. Maria gießt Jesus feinstes Nardenöl über die Füße und trocknet diese mit ihrem Haar, was bei dem späteren Verräter Judas auf Unverständnis stößt. Jesus meint, er solle Maria in Ruhe lassen, Arme werde es immer geben, aber ihn würden sie nicht mehr lange bei sich haben.
Jesus weiß bereits beim Abendmahl mit seinen Jüngern, dass seine Stunde nahe ist, zu gehen. Er wäscht seinen Jüngern die Füße und sagte: „Ihr seid alle rein, alle, bis auf einen“, denn ihm ist klar, dass Judas ihn verraten wird. Als Simon Petrus ihm versichert, dass er bereit sei, für Jesus zu sterben, entgegnet dieser: „Noch bevor der Hahn kräht, wirst du mich dreimal verleugnen.“ Jesus bereitet seine Jünger mit vielsagenden Worten darauf vor, dass er bald nicht mehr unter ihnen sei, aber der Tag werde kommen, an dem sie ihn wiedersehen würden.
Als Jesus sich mit seinen Jüngern im Garten Gethsemane aufhält kommen die von Judas angeführten  Häscher. Jesus meint, sein Vater habe diesen Kelch für ihn bestimmt, darum müsse er ihn auch trinken. Er wird verhaftet und abgeführt. Später wird er Pontius Pilatus vorgeführt. Als dieser die Menge fragt, welchen Gefangenen er ihnen zum Passahfest, wie es Brauch sei, freigeben solle, fordert die Menge die Freilassung des Verbrechers Barabbas. Noch einmal versucht Pilatus die Meinung des Volkes zu ändern, indem er die Menschen beschwört, dass es keinen Grund gebe, weshalb Jesus zu verurteilen sei. Das ändert nichts. Die Masse schreit: „Kreuzigt ihn.“ Auch ein weiterer Versuch scheitert, da die Priester und Pharisäer unbedingt wollen, dass man Jesus kreuzigt. So gibt Pilatus ihn zur Kreuzigung frei. Geschmückt mit einer Dornenkrone muss Jesus sein Kreuz bis zur Richtstätte Golgota tragen. Neben ihm werden zwei weitere Männer ans Kreuz geschlagen. Kurz bevor Jesus sein Leben zurück in die Hände seines Vaters gibt, sagt er: „Es ist vollendet.“ Im selben Moment sinkt sein Kopf nach unten.
Als die Jünger nach einiger Zeit in der Grabkammer Ausschau nach Jesus halten, sind nur noch die Tücher da, in die man den Leichnam gehüllt hatte. Maria schaut ebenfalls in die Höhle und sieht zwei weiße Engel und kurz darauf den auferstandenen Jesus selbst. Bald darauf kehrt Jesus zu seinen Jüngern zurück und segnet sie. Thomas, einer von ihnen, war nicht dabei, und glaubt nicht, was die Männer ihm erzählen. Nach einer Woche kommt Jesus ein weiteres Mal und spricht mit dem sichtlich ergriffenen Thomas. Als die Jünger eines Morgens mit ihrem Boot ohne Fang vom Meer heimkehren, steht Jesus am Ufer, ohne dass sie ihn zunächst erkennen, und rät ihnen, ihr Netz an einer bestimmten Stelle ins Wasser zu werfen. Sehr viele Fische gehen ihnen dort ins Netz. Jesus gibt sich zu erkennen und fragt Simon Petrus dreimal, ob er ihn liebe. Es gibt noch vieles mehr, was Jesus gesagt und getan hat, wenn alles einzeln aufgeschrieben würde, die Welt könnte die Bücher nicht fassen.

## Produktion

### Produktionsnotizen, Dreharbeiten, Hintergrund
Produziert wurde der Film von der Gospel of John Ltd., den Toronto Film Studios, Visual Bible International und Visual Bible, vertrieben unter anderem von Buena Vista Home Video, Casscom Media und in Deutschland von Gerth Medien und Koch Media. The Gospel of John ist der erste Film in einer Reihe von Bibelfilmen, die von Visual Bible International gesponsert und verfilmt worden sind respektive werden sollen. Ziel des Unternehmens ist es, Qualitätsfilme zu produzieren, die die biblische Integrität bewahren.
Garth Drabinsky, der den Film produzierte, ist Jude. Ein mehrgläubiger Beratungsausschuss stand dem Filmteam zur Seite. Dem Rabbi Eugene Korn, Direktor für interreligiöse Angelegenheiten der Anti-Defamation League, bezeichnete die Verfilmung, nachdem er sie gesehen hatte, als verantwortungsvoll erzählte Geschichte, obwohl sie für einen jüdischen Zuschauer schwierig und zum Teil anstößig sei, aber so sei das Johannesevangelium nun einmal. Das resultiere auch daraus, dass Johannes sich mehr als die anderen Evangelien mit den Debatten Jesu mit jüdischen Führern befasse. Anhand des Johannesevangeliums werde gezeigt, dass die jüdische Führung den Tod Jesu plane und Pontius Pilatus auffordere, ihn zu kreuzigen.
Für den Fernseh-Zweiteiler, der bis dato noch nie im deutschsprachigen Fernsehen zu sehen war, wurden 75 Hauptdarsteller und knapp 2000 Statisten verpflichtet. Gedreht wurde nicht in Marokko, wie es bei den meisten Bibelverfilmungen der Fall ist, sondern in Spanien und Kanada. Die Innenaufnahmen entstanden in einem Studio in Ontario, Kanada und die Außenaufnahmen nahe Málaga, Spanien. Bemerkenswert ist auch die Musik. Der Komponist verzichtete dabei großteils auf moderne Instrumente und verwendete hauptsächlich Instrumente, wie sie zur Zeit Christi in Judäa gespielt wurden. Ein Novum ist auch die Stimme aus dem Off (im Original Christopher Plummer), die die Ereignisse, die im selben Moment zu sehen sind, erzählend begleitet. Die Dialoge werden wie in Spielfilmen üblich von den Schauspielern gesprochen.

### Filmmusik
Hinsichtlich der Filmmusik verwies der Verleiher darauf, dass zu einem Film, der sein Publikum durch akribische Nachbildung in die Antike entführe, auch eine originale Musikpartitur mit instrumentalen Klängen der damaligen Zeit gehöre. Die Originalpartitur wurde vom Philharmonia Orchestra of London aufgenommen. Wenn nicht anders angegeben, singt Esther Lamandier:
- Christan Aramaic Chants
- Ausschnitt aus Benédiction sacerdotaie aus L’Esprit de Dieu et les Prophètes
- Ausschnitt aus Psalm 23 – Psalm of David
- Ausschnitt aus dem Hohen Lied, Kapitel VII.
- Ausschnitt aus dem Psalm 121 Music of the Bible Revealed, Vol. 3
- Nivatismos aus Secular Music of Greek Antiquity, Vol. 2

### Synchronisation
- Marcus Off spricht Henry Ian Cusick (Rolle: Jesus Christus)
- Philipp Brammer spricht Daniel Kash (Rolle: Simon Petrus)
- Frank Engelhardt spricht Richard Lintern (Rolle: Führender Pharisäer)
- Oliver Stritzel spricht Stephen Russell (Rolle: Pontius Pilatus)
- Jacques Breuer spricht Scott Handy (Rolle: Johannes der Täufer)
- Claus-Peter Damitz spricht Stuart Bunce (Rolle: Johannes)
- Shandra Schadt spricht Lynsey Baxter (Rolle: Maria Magdalena)
- Manuel Straube (1. Stimme), Ole Pfennig (2. Stimme) sprechen Tristan Gemmill (Rolle: Andreas)
- Matthias Klie spricht Andrew Pifko (Rolle: Philippus)
- Niko Macoulis spricht Elliot Levey (Rolle: Nathanael)
- Claus Brockmeyer spricht Diego Matamoros (Rolle: Nikodemus)
- Christian Weygand spricht Andy Velasquez (Rolle: Thomas)
- Andreas Borcherding spricht Alan Van Sprang (Rolle: Judas Iskariot)
- Ulrich Frank spricht Stuart Fox (Rolle: Der blinde Mann)
- Tobias Lelle spricht David Meyer (Rolle: Der lahme Mann)
- Martina Duncker spricht Nancy Palk (Rolle: Samariterin)
- Marc Stachel spricht Nicolas Van Burek (Rolle: Der junge Levite)
- Jochen Striebeck spricht Cedric Smith (Rolle: Kajaphas)
- Joachim Höppner spricht Christopher Plummer (Erzähler)
- Claus-Peter Damitz spricht Salvatore Antonio (Judas)
- Mike Carl spricht Gilly Gilchrist (Rolle: Mann in der Menge)
- Michael Gahr spricht Allan Price (Rolle: Vater des Blinden)[7]

### Veröffentlichung
Der Film hatte am 11. September 2003 Premiere auf dem Toronto International Film Festival, ehe er am 26. September 2003 in einer limitierten Auswahl in den Vereinigten Staaten gezeigt wurde und am 1. November 2003 allgemein in die Kinos der USA kam. In Singapur wurde er am 18. März 2004 vorgestellt. Am 9. Mai 2004 lief er auf dem Orlando Christian Film Festival in den USA. Im Mai 2004 wurde er in den Niederlanden veröffentlicht, im Juni 2004 in Chile, im Oktober 2004 in der Slowakei, im November 2004 in Schweden (DVD-Premiere) und im Dezember 2004 auf den Philippinen (Manila). Im Jahr 2005 wurde er in folgenden Ländern veröffentlicht: Polen, in der Tschechischen Republik, in Portugal und in Argentinien. 2007 wurde er im finnischen Fernsehen ausgestrahlt und im Dezember 2010 hatte er DVD-Premiere in Japan. Veröffentlicht wurde er zudem in Brasilien, Bulgarien, Ungarn, Norwegen und Russland.
In Deutschland ist der zweiteilige Film als DVD-Version sowie als Blu-ray verfügbar. Am 4. November 2005 gab Warner Home Video ihn mit einer deutschen Tonspur heraus.

## Rezeption

### Kritik
Nicht wenige der Kritiker hielten den Film für langatmig und uninspiriert. So bemängelte Owen Gleiberman von Entertainment Weekly, es sei „kaum ein Hauch des Geistes, des Herzbluts und der Leidenschaft“ der besten Jesus-Verfilmungen enthalten. Der Film sei seiner Quelle insgesamt zu treu und die kanadische Produktion eher schwerfällig. Erik Lundegaard von der Seattle Times befand, die Erzählung sei „geradlinig und einfallslos“ und daher kaum einprägsam. Der Wert des Films liege allerdings in seiner Besonderheit. David Sterritt vom Christian Science Monitor urteilte: „Abgesehen von einigen Szenen, die an die andächtige Schönheit eines Renaissancegemäldes erinnern, sind die Filmgestaltung und die Darstellungen schrecklich steif“ und werden „sicher der erzählten, zeitlosen Geschichte nicht gerecht“.
Dagegen hielten andere den Film für eindrucksvoll. Eric Harrison vom Houston Chronicle schrieb, der Film sei „eine gewaltige Erfahrung“ und „Die Bilder des Films bleiben hängen“. Ruthe Stein vom San Francisco Chronicle befand, der Film zeige sich „überraschend robust“ und habe „eine große Besetzung“ Cusick stelle den zukünftigen Märtyrer als fröhlich und positiv selig dar. Auch werde kein Versuch unternommen, die Menschen dieser Zeit zu verherrlichen. Sie würden mit schmutzigen Gesichtern, verschmutzten Fingernägeln und rudimentärer Kleidung gezeigt. Der Film habe durchaus auch kontroverse Momente, da er beispielsweise auch zeige, dass Pontius Pilatus es ablehne, Jesus zu kreuzigen und das jüdische Volk, das darauf besteht, dafür verantwortlich mache; eine Szene die manche als antisemitisch interpretieren mögen. Im Austin Chronicle ist die Rede von einem Qualitätsfilm, der die biblische Integrität bewahre. Auch seien die Produktionswerte des Films erstklassig und es helfe, dass die Schauspieler größtenteils unbekannt als Filmschauspieler seien und ihre Erfahrungen während einer klassischen Theaterausbildung gesammelt hätten. Henry Ian Cusicks Jesus erscheine als Mensch glaubwürdig auch wenn er Wunder vollbringe.
Auf der Seite Christian Answers ist die Rede von einem ehrgeizigen Film, der genau dem Evangelium folge, es weder mit Geschichten aus anderen Evangelien ergänze, noch komplexe Passagen auslasse. Dieser Film lege die Messlatte für religiöse Filme höher als hoch. Allein Cusick sei mit seiner Verkörperung von Jesus Christus die größte Filmdarstellung aller Zeiten gelungen. Schon das sei Grund genug, sich diesen Film anzusehen. Exzellent sei aber der gesamte Film, besonders wenn man bedenke, wie streng sich die Filmemacher an die wortgetreue Wiedergabe aus dem Johannesevangelium gehalten hätten. Es sei ein großartiger Film, der dem Publikum die bisher beste Version der ‚größten Geschichte, die je erzählt wurde‘, biete. Henry Ian Cusicks Jesus setze neue Maßstäbe. Er habe uns einen Jesus Christus geschenkt, der die intensivste menschlich-göttliche Charakterisierung von Jesus sei, die bisher auf der Leinwand zu sehen gewesen sei.
Holly McClure von crosswalk.com verwies darauf, dass Mel Gibsons nur wenig später erschienener Film Die Passion Christi eine völlig andere Geschichte erzähle und die Konzentration anders ausgerichtet sei als in diesem Film. Das sei doch gerade das Schöne, dass es viele verschiedene Möglichkeiten des Erzählens gebe. Cusick porträtiere Jesus als eine intelligente, männliche, charismatische Seele, die ein zärtliches Herz für Frauen habe, Mitleid mit den Kranken, Lahmen und Blinden und eine gerechte Empörung, wenn Geldwechsler in den Tempelbereich eingedrungen seien. Seine kühne Autorität, sei dazu angetan, die frommen religiösen Autoritäten seiner Zeit herauszufordern. Der Drehbuchautor entfalte die Geschichte in einer leicht verständlichen Sprache in Kombination  mit Savilles leidenschaftlichem Regietalent. Das Ergebnis sei ein unterhaltsamer, überzeugender und inspirierender Film über Jesus, der klar erkläre, warum Jesus und seine Anhänger in Konflikt mit den religiösen Führern ihrer Zeit gestanden hätten.
Auf der Seite dertröster.de zeigt man sich begeistert von der Verfilmung, was sich in den Worten niederschlägt: „Eine spektakuläre, gut-inszenierte, hervorragend gespielte, wortwörtliche Version des Evangeliums des Johannes. Sie erweckt sein Evangelium auf unglaubliche Art zum Leben. Dramatisch und überwältigend! Der Schlüssel zur Stärke dieses Films ist sein packendes, ungetrübtes Einfühlungsvermögen, eine Qualität, der eine starke Haltung zugrunde liegt – in diesem Fall eine unbeugsame Treue zum ausgewählten Text. Ein visuell beeindruckendes Werk! Das Johannes-Evangelium ist poetisch, aufwühlend – beinahe nicht von dieser Welt.“
Der Filmdienst verwies darauf, dass der Text des Evangelisten „wortgetreu übernommen und (im englischen Original von Christopher Plummer) eingesprochen“ werde, „was mitunter zu Dopplungen zwischen der Bild- und Tonebene“ führe, „größtenteils aber das filmische Material unterstütz[e]“.
Bibel TV war der Ansicht, dass Jesus Leben und Wirken mit dieser „wortgetreuen und bildgewaltigen Filmadaptin“ „besonders anschaulich“ gelungen sei. Regisseur Philip Saville habe ein „Meisterwerk geschaffen“. Henry Ian Cusick „überzeug[e] mit seiner facettenreichen Darstellung des Jesus“.

### Auszeichnungen
2004: MovieGuide Awards
- ausgezeichnet mit dem Epiphany Prize in der Kategorie „Inspirierendster Film“

2004: Genie Awards
- nominiert für den Preis Genie in der Kategorie „Beste künstlerische Leitung“ sowie „Produktionsausführung“: Don Taylor und Carolyn ‚Cal‘ Loucks
- nominiert für den Preis Genie in der Kategorie „Beste Leistung im Kostümdesign“: Debra Hanson

2004: Directors Guild of Canada
- nominiert für den DGC Craft Award in der Kategorie „Herausragende Leistung in der Bildbearbeitung bei einem Spielfilm“: Michel Arcand, Ron Wisman junior